# Carcans
Carcans (in occitano Carcan) è un comune francese (di 2 420 abitanti) situato nel dipartimento della Gironda nella regione della Nuova Aquitania. Il paese si affaccia sulle rive del lago di Hourtin e di Carcans.

## Società

### Evoluzione demografica
Abitanti censiti